# کیمت
کیمت (انگلیسی: KEMET) شرکت الکترونیک آمریکایی است، که در سال ۱۹۱۹ تأسیس شد.